# Saint-Sulpice (Nièvre)
Saint-Sulpice és un municipi francès, situat al departament del Nièvre i a la regió de Borgonya - Franc Comtat. L'any 2007 tenia 474 habitants.

## Demografia

### Població
El 2007 la població de fet de Saint-Sulpice era de 474 persones. Hi havia 186 famílies, de les quals 48 eren unipersonals (20 homes vivint sols i 28 dones vivint soles), 57 parelles sense fills, 73 parelles amb fills i 8 famílies monoparentals amb fills.
La població ha evolucionat segons el següent gràfic:
Habitants censats

### Habitatges
El 2007 hi havia 260 habitatges, 182 eren l'habitatge principal de la família, 48 eren segones residències i 30 estaven desocupats. Tots els 259 habitatges eren cases. Dels 182 habitatges principals, 153 estaven ocupats pels seus propietaris, 16 estaven llogats i ocupats pels llogaters i 13 estaven cedits a títol gratuït; 1 tenia una cambra, 6 en tenien dues, 33 en tenien tres, 59 en tenien quatre i 83 en tenien cinc o més. 142 habitatges disposaven pel capbaix d'una plaça de pàrquing. A 84 habitatges hi havia un automòbil i a 85 n'hi havia dos o més.

### Piràmide de població
La piràmide de població per edats i sexe el 2009 era:
| Homes | Edats   | Dones |
| ----- | ------- | ----- |
| 0     | 95 o +  | 4     |
| 0     | 90 a 94 | 0     |
| 4     | 85 a 89 | 0     |
| 4     | 80 a 84 | 8     |
| 8     | 75 a 79 | 8     |
| 8     | 70 a 74 | 12    |
| 8     | 65 a 69 | 12    |
| 12    | 60 a 64 | 12    |
| 12    | 55 a 59 | 24    |
| 8     | 50 a 54 | 0     |
| 8     | 45 a 49 | 8     |
| 16    | 40 a 44 | 4     |
| 16    | 35 a 39 | 32    |
| 28    | 30 a 34 | 28    |
| 8     | 25 a 29 | 8     |
| 4     | 20 a 24 | 0     |
| 8     | 15 a 19 | 16    |
| 8     | 10 a 14 | 24    |
| 16    | 5 a 9   | 12    |
| 24    | 0 a 4   | 16    |

## Economia
El 2007 la població en edat de treballar era de 297 persones, 220 eren actives i 77 eren inactives. De les 220 persones actives 202 estaven ocupades (110 homes i 92 dones) i 18 estaven aturades (7 homes i 11 dones). De les 77 persones inactives 22 estaven jubilades, 31 estaven estudiant i 24 estaven classificades com a «altres inactius».

### Ingressos
El 2009 a Saint-Sulpice hi havia 184 unitats fiscals que integraven 450,5 persones, la mediana anual d'ingressos fiscals per persona era de 17.246 €.

### Activitats econòmiques
Dels 13 establiments que hi havia el 2007, 1 era d'una empresa alimentària, 4 d'empreses de construcció, 4 d'empreses de transport, 1 d'una empresa immobiliària, 2 d'empreses de serveis i 1 d'una empresa classificada com a «altres activitats de serveis».
Els 2 serveis als particulars que hi havia el 2009 eren lampisteries.
L'únic establiment comercial que hi havia el 2009 era una fleca.
L'any 2000 a Saint-Sulpice hi havia 15 explotacions agrícoles que ocupaven un total de 1.328 hectàrees.

## Equipaments sanitaris i escolars
El 2009 hi havia una escola elemental integrada dins d'un grup escolar amb les comunes properes formant una escola dispersa.

## Poblacions més properes
El següent diagrama mostra les poblacions més properes.